# Ghiacciaio Fleet
Il ghiacciaio Fleet è un ripido ghiacciaio lungo circa 4 km situato sull'isola di James Ross, davanti alla costa orientale della penisola Trinity, l'estremità settentrionale della Terra di Graham, in Antartide. Il ghiacciaio si trova in particolare sulla costa meridionale dell'isola, dove una piccola cresta rocciosa lo divide dal ghiacciaio Swift, a ovest, e dove scorre verso sud fino a entrare nella baia Swift.

## Storia
Così come l'intera isola di James Ross, il ghiacciaio Fleet è stato cartografato per la prima volta nel corso della Spedizione Antartica Svedese, condotta dal 1901 al 1904 al comando di Otto Nordenskjöld, tuttavia, in seguito alle ricognizioni effettuate in quest'area nel 1958-61 dal British Antarctic Survey, allora chiamato "Falklands Islands Dependencies Survey", esso è stato così battezzato solo nel 2006 dal Comitato britannico per i toponimi antartici in associazione con il nome del vicino ghiacciaio Swift, la cui velocità di scorrimento ne fa il più veloce dell'intera isola: in inglese, sia "fleet" che "swift" significano infatti "rapido".